# مهدی ساکی
مهدی ساکی (زاده ۳۰ مرداد ۱۳۵۳) هنرپیشه، آهنگساز و خواننده اهل ایران است.

## زندگی
مهدی ساکی در سال ۱۳۵۳‏ در خوزستان زاده شد. تحصیلات وی کارشناسی بازیگری تئاتر از دانشگاه سوره تهران است. ساکی در زمینه نمایشنامه، تئاتر و سینما فعالیت داشته که از جمله بازی‌های وی تئاتر: جنبش انفیه در کلکته (سیروس شاملو)، پانتومیم روی فرش ایرانی (سیروس شاملو) و زمزمهٔ مردگان" (سیامک احصایی) است. وی همچنین در فیلم‌های:‏ ‏"ارتفاع پست" (ابراهیم حاتمی کیا)، ‏"دوئل" (احمدرضا درویش)، ‏"چای تلخ" (ناصر تقوایی)‏، ‏"روز سوم" (حسین لطیفی) ‏ایفای نقش کرده است. از دیگر فعالیت‌های وی می‌توان به برگزاری ورک شاپهای؛ بدن، حرکت، رقص و پانتومیم در تهران و اهواز، همچنین منظومه شعر "محبوبهٔ من" انتشارات امیرخانی در تهران اشاره کرد.

## نقش‌آفرینی‌ها
فیلم سینمایی
| سال  | نام             | توضیحات            |
| ---- | --------------- | ------------------ |
| ۱۳۸۱ | ارتفاع پست      | بازیگر در نقش مهدی |
| ۱۳۸۲ | دوئل            | بازیگر             |
| ۱۳۸۵ | روز سوم         | بازیگر و خواننده   |
| ۱۳۹۰ | درباره ۱۱۱ دختر | بازیگر             |
| ۱۳۹۷ | تهران: شهر عشق  | بازیگر در نقش وحید |

### مجموعه تلویزیونی
| سال  | نام           | نقش                              |
| ---- | ------------- | -------------------------------- |
| ۱۳۹۳ | هشت‌بهشت       | بازیگر در نقش اسفندیار صداقت‌پیشه |
| ۱۳۹۴ | آسمان من      | بازیگر در نقش سارم               |
| ۱۳۷۸ | گلهای گرمسیری | بازیگر در نقش جمعه               |
| ۱۴۰۲ | هفت           | بازیگر در نقش امیر               |

### تئاتر
| سال  |  | نام                             |  | توضیحات                                                     |
| ۱۳۷۶ |  | زهور                            |  | کارگردان سید صادق فاضلی                                     |
| ۱۳۷۸ |  | جنبش انفیه در کلکته             |  | کارگردان سیروس شاملو                                        |
| ۱۳۷۸ |  | پانتومیم روی فرش ایرانی         |  | کارگردان سیروس شاملو                                        |
| ۱۳۸۰ |  | شهادت‌خوانی قدم‌شاد مطرب در طهران |  | بیستمین جشنواره بین‌المللی تئاتر فجر، کارگردان محمد رحمانیان |
| ۱۳۸۰ |  | آقا محمد خان کالیگولا           |  | کارگردان سیروس شاملو                                        |
| ۱۳۸۲ |  | پل                              |  | کارگردان محمد رحمانیان                                      |
| ۱۳۸۳ |  | زمزمه مردگان                    |  | کارگردان سیامک احصایی                                       |
| ۱۳۸۴ |  | آواژیک                          |  | کارگردان پانته‌آ بهرام                                       |
| ۱۳۹۴ |  | هامون‌بازها                      |  | کارگردان محمد رحمانیان                                      |
| ۱۳۹۶ |  | سلول‌های حرام                    |  | کارگردان نیما یوسفی                                         |
| ۱۳۹۷ |  | گوژپشت نوتردام                  |  | کارگردانان الهام شکیب و اشکان صادقی                         |
| ۱۳۹۷ |  | پروانه‌های الجزایری              |  | کارگردان میثم گزی                                           |